# قره‌گوزلو (زنجان)
قره گوزلو (زنجان)، روستایی از توابع بخش مرکزی شهرستان زنجان در استان زنجان ایران است.

## جمعیت
این روستا در جاده دندی قرار دارد و براساس سرشماری مرکز آمار ایران در سال 1395، جمعیت آن 247 نفر (97خانوار) بوده‌است.